# Wandelroute GRP151
De wandelroute GRP151, als streekpad (GRP, Streek-GR) ook wel aangeduid als Tour du Luxembourg belge, is in totaal 234 kilometer lang en loopt in lusvorm door Belgisch-Luxemburg van Marche-en-Famenne tot Marche-en-Famenne. Het GR-pad loopt voornamelijk door de Ardennen (onder andere het Woud van Anlier).